# Bulbophyllum perpendiculare
Bulbophyllum perpendiculare là một loài phong lan thuộc chi Bulbophyllum.